# Cystidia lithosiaria
Cystidia lithosiaria är en fjärilsart som beskrevs av Walker 1866. Cystidia lithosiaria ingår i släktet Cystidia och familjen mätare. Inga underarter finns listade i Catalogue of Life.